# GD Samora Correia
El GD Samora Correia es un equipo de fútbol de Portugal que juega en el Campeonato de Portugal, la cuarta división nacional.

## Historia
Fue fundado el 8 de septiembre de 1975 en el ciudad de Samora Correia del distrito de Santarém, y gran parte de su historia la ha pasado en las divisiones regionales a pesar de haber sido campeón distrital.
En la temporada 2024/25 logra el ascenso al Campeonato de Portugal por primera vez en su historia como subcampeón de liga.

## Palmarés
- Liga Regional de Santarém: 3

1982/83, 1993/94, 1996/97
- Copa de Santarém: 2

1982/83, 1993/94
- Supercopa de Santarém: 3

1993/94, 1996/97, 2024/25